# القواسمة (آيت بعزي)
القواسمة هو دُوَّار يقع بجماعة زاوية بن احميدة، إقليم الصويرة، جهة مراكش آسفي في المملكة المغربية. ينتمي الدوّار لمشيخة آيت بعزي التي تضم 13 دوار. يقدر عدد سكانه بـ 541 نسمة حسب الإحصاء الرسمي للسكان والسكنى لسنة 2004.

## روابط خارجية
- البوابة الوطنية للجماعات الترابية
- المندوبية السامية للتخطيط